# Montmélian
Montmélian – miejscowość i gmina we Francji, w regionie Owernia-Rodan-Alpy, w departamencie Sabaudia.
Według danych na rok 1990 gminę zamieszkiwało 3930 osób, a gęstość zaludnienia wynosiła 691 osób/km² (wśród 2880 gmin regionu Rodan-Alpy Montmélian plasuje się na 223. miejscu pod względem liczby ludności, natomiast pod względem powierzchni na miejscu 1459.). 
Przez gminę przepływa rzeka Isère. 